# Knoopinvariant
In de knopentheorie, een deelgebied van de topologie, is een knoopinvariant een voor elke knoop gedefinieerde grootheid (in de ruimste zin des woords), die hetzelfde is voor equivalente knopen. De equivalentie wordt vaak gegeven door omgevende isotopie, maar kan ook worden gegeven door een homeomorfisme. Sommige knoopinvarianten zijn gewoon getallen, maar knoopinvarianten kunnen variëren van eenvoudige wiskundige objecten, zoals een ja/nee antwoord op een vraag, tot zeer complexe knoopinvarianten zoals een homologietheorie. Onderzoek naar knoopinvarianten wordt niet alleen ingegeven door het fundamentele probleem om de ene knoop van de andere knoop te onderscheiden, maar ook om de fundamentele eigenschappen van knopen en hun relaties tot andere deelgebieden van de wiskunde te begrijpen.